# Corebus
Corebus († zwischen 117 und 138 in Messina) war ein christlicher Märtyrer und Heiliger.
Der Legende nach war Corebus ein Präfekt der Stadt Messina. Er soll von Eleutherius von Illyrien bekehrt worden sein. Unter Kaiser Hadrian sei er mit dem Schwert hingerichtet worden.
Corebus wird als Heiliger verehrt. Sein Gedenktag ist der 18. April.